# Turo Pajala
Turo Pajala (16 de noviembre de 1955 – 28 de febrero de 2007) fue un actor finlandés.

## Biografía
Nacido en Joutseno, Finlandia, su padre era el actor Erkki Pajala.
Pajala fue conocido por encarnar al minero Taisto Kasurinen en la película de Aki Kaurismäki Ariel (1988), por la que fue premiado en el Festival Internacional de Cine de Moscú. Además de dicha actuación, participó también en diversos largometrajes y en producciones televisivas. Hizo su último papel real en el cortometraje de Joona Tena Kulkurin taivas (1998). Posteriormente pudo ser visto, en un papel muy breve, en la serie de televisión emitida en 2007 y dirigida por Kari Väänänen Taivaan tulet. 
Turo Pajala falleció ese mismo año en Lappeenranta, Finlandia, a causa de un cáncer. Había tenido una hija, Saara, fruto de su matrimonio con Aino Seppo.

## Filmografía (selección)
- 1985 : Pimeys odottaa, de Pauli Pentti
- 1986 : Näkemiin, hyvästi, de Anssi Mänttäri
- 1986 : Huomenna, de Juha Rosma
- 1987 : Hamlet liikemaailmassa, de Aki Kaurismäki
- 1988 : Ariel, de Aki Kaurismäki
- 1992 : Tuhlaajapoika, de Veikko Aaltonen
- 1992 : Pilkkuja ja pikkuhousuja, de Matti Ijäs
- 1997 : Palkkasoturi, de Anssi Mänttäri
- 1998 : Kulkurin taivas, cortometraje de Joona Tena